# Закусило Олександр Олексійович
Олекса́ндр Олексі́йович Закуси́ло (1906–1987) — начальник Управління НКВС по  Приморському краю, генерал-майор (1945).

## Біографія
Народився в сім'ї селянина в селі Бабиничі Волинської губернії. Українець. У 1917 році закінчив 3-класну сільську школу в селі Закусили. З травня 1917 року працював у своєму господарстві в селі Бабиничі. З вересня 1925 року працював секретарем сільради в селі Закусили. З вересня 1926 року навчається в радпартшколі 1-го ступеня в місті Новоград-Волинський, у листопаді того самого року вступив у ВКП (б). У липні 1927 роки після закінчення школи обраний секретарем Словечанського райкому ЛКСМУ Коростенського округу. З червня 1927 р. представник уповноважного по лісорубам Союзу с.-г. і лісових робітників у Словечанському районі.
З жовтня 1929 року служить у РККА на посаді — червоноармієць-секретар бюро ВЛКСМ 138 стрілецького полку 46-ї стрілецької дивізії Київського військового округу. У вересні 1931 року вступив в воєн.-політ. школу ім. Енгельса, після її закінчення в квітні 1932 року призначений політруком роти Богуславського червоноармійського колгоспу. З липня 1932 по червень 1936 років: політрук роти, інструктор пропаганди, секретар партбюро 1 Вознесенського червоноармійського колгоспу. У червні 1936 року обраний секретарем партбюро саперного батальйону 21-ї стрілецької дивізії. З вересня 1937 року по вересень 1938 року проходив навчання у Військово-політична академія імені В. І. Леніна.
В органах НКВС—МВС: в. о. оперуповн. 4 від. ГУГБ НКВД СРСР 15.09.1938 — 03.01.1939; ст. оперуповн. 10 від-ня 4 від. ГУГБ НКВД СРСР 03.01.1939-27.03.1939; заступник начальника Управління НКВД по Приморському краю 27.03.1939-26.02.1941; начальник Управління НКВС по Приморському краю 26.02.1941- 31.07.1941; заст. нач. УНКВС Примор. краю 07.08.1941-07.05.1943; нач. УНКВС—УМВС Примор. краю 07.05.1943-13.04.1946; начальник Управління НКВС—МВС по Приморському краю 13.04.1946-07.03.1950; в розпорядженні упр. буд-ва і ВТТ залізних рудників МВС 07.03.1950-25.10.1950; нач. охорони і заст. нач. упр. буд-ва і ВТТ залізних рудників МВС 25.10.1950-30.03.1951; заст. нач. від. МВС УРСР 29.05.1951 — 03.09.1952; нач. УПО МВС УРСР 03.09.1952-12.04.1955; нач. упр. міліції Києва та заст. нач. УМВС—УВС Київ. обл. 12.04.1955-04.01.1960; звільнений 04.01.1960.

## Звання
- Ст. політрук;
- Ст. лейтенант державної безпеки, 08.01.1939;
- Капітан державної безпеки, 27.03.1939;
- Підполковник державної безпеки, 11.02.1943;
- Комісар державної безпеки, 12.05.1943 (зроблений з підполковника);
- Генерал-майор, 09.07.1945.

## Нагороди
- 2 ордена Червоного Прапора (20.09.1943, 25.06.1954);
- Орден Вітчизняної війни 1-го ступеня (1985);
- Орден Вітчизняної війни 2-го ступеня (26.09.1945);
- 3 ордена Червоної Зірки (28.11.1941, 03.11.1944, 24.02.1945);
- Орден «Знак Пошани» (26.04.1940);
- Медалі СРСР.